# Biscutella baetica
Biscutella baetica es una especie de planta herbácea perteneciente a la familia de las brasicáceas.

## Descripción
Es una planta anual con tallos que alcanzan un tamaño de hasta 50 cm de altura, simples o ramificados. La hojas basales de hasta 10 cm de longitud, rosuladas, lobulado-dentadas con dientes agudos, ásperas al tacto. Las inflorescencias en racimos laxos.  Pétalos de  amarillos. Es fruto en silicuas con semillas de 1,5-2 mm.  Florece de febrero a junio.

## Distribución y hábitat
Se encuentra en baldíos y cultivos, bordes de camino, encinares, sobre substratos silíceos, calcáreos o suelos arenosos, ácidos; a una altitud de 150-800 metros del Sur de España y Norte de África (Marruecos y Argelia). En Andalucía, principalmente occidental en Sierra Norte sevillana, Aracena, Condado-Aljarafe, Litoral gaditano, Campiña Baja gaditana, Campiña Alta gaditana, Subbética sevillana, Grazalema, Algeciras.

## Taxonomía
Biscutella baetica fue descrita por Boiss. & Reut. y publicado en Diagn. Pl. Or. Nov., ser. 2, 1: 42 (1854)
Citología
Número de cromosomas de Biscutella baetica (Fam. Cruciferae) y táxones infraespecíficos: n=8
Etimología
Biscutella: nombre genérico que deriva del Latín bi= «doble» y scutella = «pequeña copa».
baetica: epíteto geográfico que  alude a su localización en la Bética.
Sinonimia
- Biscutella apula var. megacarpaea Boiss.	[4]